# Live Baby Live
Albums de INXS
X
(1990) Welcome to Wherever You Are
(1992)
Singles
1. Shining Star
Sortie : 2 novembre 1991

Live Baby Live est un album live du groupe de rock australien INXS sorti le 11 novembre 1991. Il a été enregistré pendant la tournée Summer XS Tour dans plusieurs pays (États-Unis, Canada, Brésil, France, Angleterre, Irlande, Écosse, Espagne, Suisse, Australie).
Un titre inédit, Shining Star, est extrait en single.
Une vidéo homonyme au format VHS sort simultanément. Elle sort en DVD en 2003. La vidéo, réalisée par David Mallet, présente le concert donné le 13 juillet 1991 au Wembley Stadium à Londres.
Un CD de ce concert sort en février 2014 sous le titre Live at Wembley Stadium '91.
La projection de la réédition de Live Baby Live, présentée par Petrol Records et Eagle Rock Films, s’est tenu à New York le 11/07/2019. Ce concert mythique a été projeté le 10 juillet 2019 lors d’une projection unique au Club de l’Étoile, à Paris. À cette occasion, une version restaurée en 4K Ultra HD depuis la pellicule originale en 35 millimètres, agrémentée de Lately, un morceau qui avait été perdu de l’enregistrement d’origine a été présentée.
Une sortie vidéo de Live Baby Live remasterisé en 4K, accompagné d'un nouveau son restauré par Giles Martin et Sam Okell (studios Abbey Road) et présenté au format Dolby Atmos est à venir.

## Liste des titres
1. New Sensation – 4:42
2. Guns in the Sky – 3:14
3. Mystify – 3:11
4. By My Side – 3:15
5. Shining Star – 3:52
6. Need You Tonight – 2:58
7. Mediate – 4:29
8. One x One – 2:58
9. Burn for You – 4:43
10. The One Thing – 3:21
11. This Time – 3:06
12. The Stairs – 5:07
13. Suicide Blonde – 4:36
14. Hear That Sound – 3:38
15. Never Tear Us Apart – 4:13
16. What You Need – 6:16

## Classements et certifications
| Classement (1991-1992)        | Meilleure place |
| ----------------------------- | --------------- |
| Allemagne (Media Control AG)  | 18              |
| Autriche (Ö3 Austria Top 40)  | 25              |
| Australie (ARIA)              | 3               |
| Canada (RPM)                  | 38              |
| États-Unis (Billboard 200)    | 72              |
| France (IFOP)                 | 31              |
| Nouvelle-Zélande (RIANZ)      | 31              |
| Pays-Bas (Mega Album Top 100) | 26              |
| Royaume-Uni (UK Albums Chart) | 8               |
| Suède (Sverigetopplistan)     | 39              |
| Suisse (Schweizer Hitparade)  | 15              |

| Pays       | Certfications |
| ---------- | ------------- |
| Australie  | Platine       |
| États-Unis | Platine       |
| Suisse     | Or            |